# Шапору
Шапору (фр. Chapeauroux) је река у Француској. Дуга је 56 km. Улива се у Алије. 